# Udeniomyces megalosporus
Udeniomyces megalosporus är en svampart som först beskrevs av Nakase & M. Suzuki, och fick sitt nu gällande namn av Nakase & Takem. 1992. Udeniomyces megalosporus ingår i släktet Udeniomyces och familjen Cyfstofilobasidiaceae.   Inga underarter finns listade i Catalogue of Life.